# Favore da orso

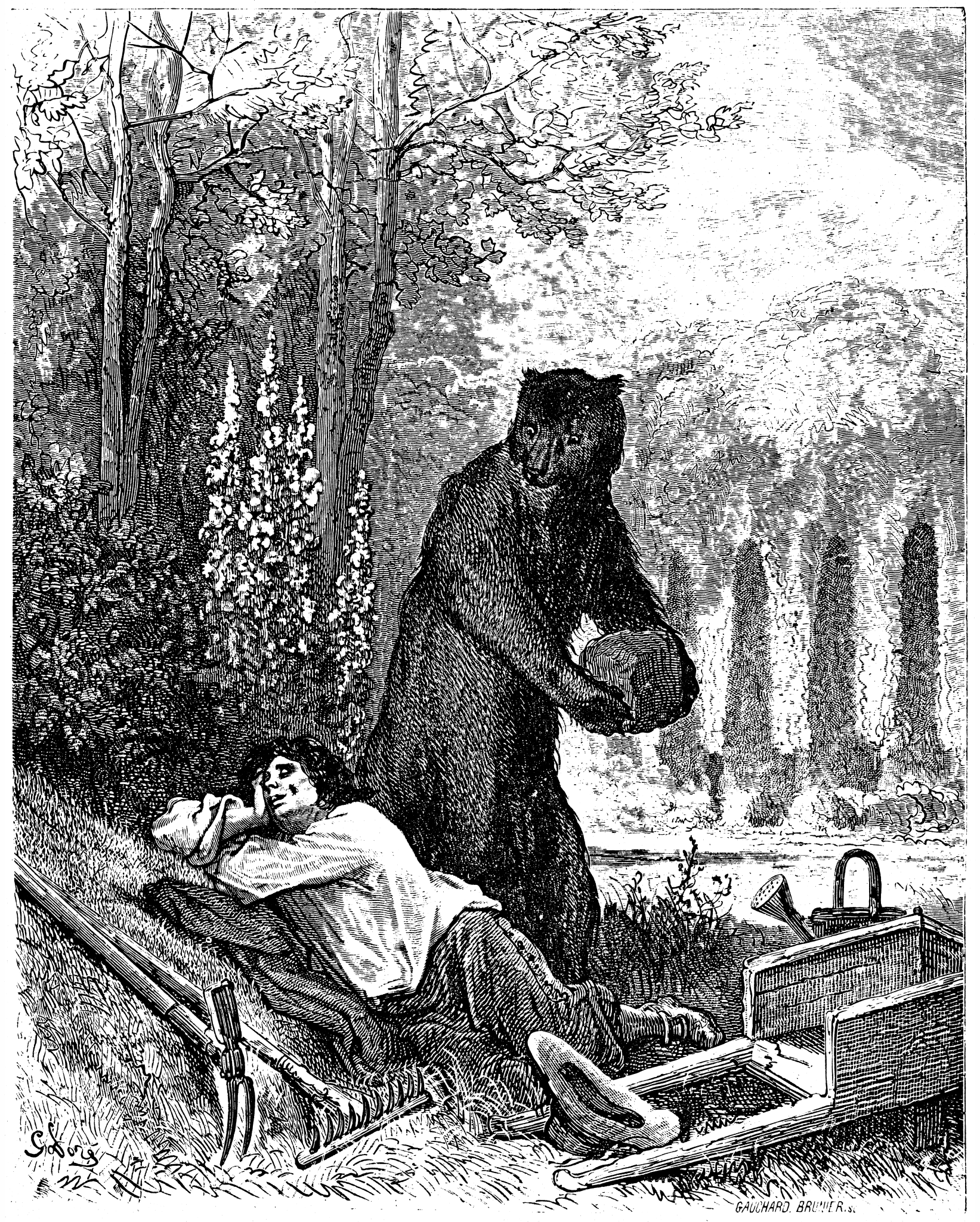
Illustrazione di Gustave Doré

Favore da orso (Медвежья услуга) è un modo di dire russo che definisce un favore che in definitiva porta delle conseguenze negative alla persona alla quale è stato fatto.

## Origine
Secondo il dizionario etimologico della lingua russa Max Vasmer, questa espressione, così come in tedesco Bärendienst, in norvegese e in danese bjørnetjeneste, è tratta della favola di Jean de La Fontaine L’orso e il giardiniere (L’ours et l’amateur des jardins). Secondo il dizionario Falk-Torp, questa favola avrebbe origini indiane e al posto dell’orso ci sarebbe invece una scimmia.
La versione di Ivan Andreevič Krylov è conosciuta come L'eremita e l'orso (1808).
La favola è stata scritta non oltre l'inizio del maggio 1807, in quanto la sera del 4 maggio 1807 Krylov la lesse durante una serata a casa di Hvostov. È stata pubblicata per la prima volta sul Dramatičeskij Vestnik nel 1808.
La favola parla di Orso che, scacciando una mosca dal naso del suo fratello amico Eremita, per imbranataggine uccide lo stesso Eremita insieme alla mosca. Nella favola di Krylov non compaiono le parole «favore da orso» però nella lingua russa c'è una frase che è diventata un proverbio: «un amico stupido che ti fa un favore è più pericoloso di un nemico».